# Niuafo’ou jezik
Niuafo’ou jezik (ISO 639-3: num), austronezijski jezik uže polinezijske skupine, kojim govori 690 ljudi (1981 SIL) na otocima Niuafo’ou i ’Eua u Tongi, Oceanija.
Zajedno s vališkim ili istočnouvejskim [wls] čini istočnouvejsku-Niuafo’ou podskupinu. Po nekim mišljenjima mogao bi biti dijalekt vališkog.

## Vanjske poveznice
- Ethnologue (14th)
- Ethnologue (15th)